# Вутов, Иван
Иван Тасев Вутов (болг. Иван Тасев Вутов; 19 марта, 1944, село Дерманци, Ловечская область) — болгарский футболист и тренер. Заслуженный мастер спорта Болгарии (1973).

## Карьера
Выступал на позиции полузащитники за клубы элитной первой болгарской лиги. Некоторое время играл за «Левски». В составе «Берое» Иван Вутов принимал участие в товарищеских международных матчах с советскими футболистами. В 1966 году полузащитник отметился забитым голом в домашней игре с ивановским «Текстильщиком»: встреча завершилась со счетом 1:1.
После завершения карьеры Вутов занялся тренерской деятельностью. За свою карьеру наставника он несколько раз работал с командами «Берое» и «Черноморец» (Бургас). Наибольших успехов специалист добился у руля «Левски», с котором он побеждал в чемпионате и в кубке страны. Также работал с коллективами из Туниса, Омана и Буркина-Фасо. С 1996 по 1997 годы являлся главным тренером сборной Буркина-Фасо.

## Достижения

### Игрока
- Обладатель Кубка Болгарии (2): 1966/67, 1972/73.
- Обладатель Балканского Кубка (1): 1969.

### Тренера
- Чемпион Болгарии (1): 1992/93.
- Обладатель Кубка Болгарии (1): 1992/93.
- Обладатель Балканского Кубка (1): 1982.